# Bojana Jovanovski Petrović
Bojana Jovanovski Petrović – sendo Jovanovski o sobrenome de solteira – (Belgrado, 31 de Dezembro de 1991) é uma ex-tenista profissional sérvia, que atingiu o 32º lugar em simples como melhor ranking.
Entre 2016 e 2017, passou por três cirurgias que a fizeram deixar a carreira esportiva por suspenso. Durante o período, em novembro de 2016, casou-se com o namorado Miloš Petrović. No retorno ao circuito, em fevereiro de 2018, no WTA de São Petersburgo, estreou o sobrenome de casada, Jovanovski Petrović.
Jovanovski ainda jogaria até o final da temporada, fazendo o derradeiro jogo no WTA de Tianjin. Na época, saiu na imprensa que ela havia se aposentado, mas o fato só foi oficialmente formalizado em novembro de 2021.

## WTA finais

### Simples: 4 (2 títulos, 2 vices)
| Campeã — Legenda                             |
| -------------------------------------------- |
| Grand Slam (0–0)                             |
| WTA Tour (0–0)                               |
| Tier I / Premier Mandatory & Premier 5 (0–0) |
| Tier II / Premier (0–0)                      |
| Tier III, IV & V / International (2–2)       |

| Títulos por Piso |
| ---------------- |
| Duro (2–2)       |
| Grama (0–0)      |
| Saibro (0–0)     |
| Carpete (0–0)    |

| Posição | N. | Data             | Torneio                              | Piso | Oponente        | Placar             |
| ------- | -- | ---------------- | ------------------------------------ | ---- | --------------- | ------------------ |
| Campeã  | 1. | 28 Julho 2012    | Baku Cup, Baku, Azerbaijão           | Duro | Julia Cohen     | 6–3, 6–1           |
| Campeã  | 2. | 14 Setembro 2013 | Tashkent Open, Tashkent, Uzbequistão | Duro | Olga Govortsova | 4–6, 7–5, 7–6(7–3) |
| Vice    | 1. | 27 Julho 2014    | Baku Cup, Baku, Azerbaijão           | Duro | Elina Svitolina | 1–6, 6–7(2–7)      |
| Vice    | 2. | 14 Setembro 2014 | Tashkent Open, Tashkent, Uzbequistão | Duro | Karin Knapp     | 2–6, 6–7(4–7)      |

## WTA 125 series

### Simples: 1 (1 título)
| Posição | N. | Data             | Torneio       | Piso | Oponente    | Placar             |
| ------- | -- | ---------------- | ------------- | ---- | ----------- | ------------------ |
| Campeã  | 1. | 27 Setembro 2013 | Ningbo, China | Duro | Shuai Zhang | 6–7(7–9), 6–4, 6–1 |

## Fed Cup

### Vice: 1 (0–1)
| Posição | N. | Data              | Competição                  | Piso     | Parceiras                                      | Oponentes                                                     | Score |
| ------- | -- | ----------------- | --------------------------- | -------- | ---------------------------------------------- | ------------------------------------------------------------- | ----- |
| Vice    | 1. | 3–4 Novembro 2012 | Fed Cup, Praga, Rep. Tcheca | Duro (i) | Ana Ivanovic Jelena Janković Aleksandra Krunić | Petra Kvitová Lucie Šafářová Lucie Hradecká Andrea Hlaváčková | 1–3   |